# جرعة معدلة التحرر

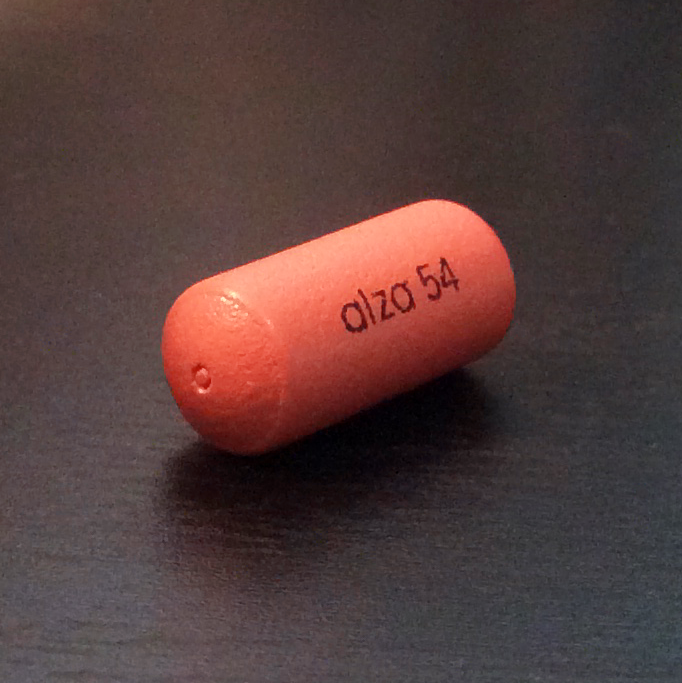
قرص كونسيرتا بتركيز 54 ملجم، يستخدم تقنية الجرعة معدلة التحرر. يحتوي الغلاف الأحمر على 22% من الدواء، بينما يتم تقسيم النسبة المتبقية 78% بين طبقتين من الدواء بتركيزات مختلفة. يستخدم القرص طبقة دفع إضافية تتمدد مع دخول الماء إلى القرص عبر الغشاء الأسموزي. يتم طرد الدواء عبر الفتحة المحفورة بالليزر المرئية على الجانب الأيسر من القرص.

الجرعة مُعدَّلة التحرُّر (بالإنجليزية: Modified-release dosage) هي آلية لإعطاء الأدوية بحيث تؤدي لتحرُّر المادة الفعالة منها خلال فترة طويلة نسبيَّاً عن طريق تغيير السواغات الحاملة لهذه المادة الفعَّالة، وتعاكس هذه الطريقة مبدأ الجرعة الفورية بشكل كامل.
هناك طرق عديدة لإعطاء الجرعات معدَّلة التحرر بحيث تكون مُصمَّمة لتحرير العقار بمعدَّل مُحدَّد سابقاً من أجل الحفاظ على تركيز دوائي ثابت لفترة زمنية طويلة نسبياً مع حد أدنى من التأثيرات الجانبية، ويمكن تحقيق ذلك من خلال مجموعة متنوعة من التركيبات والطرق، منها ربط المادة الدوائية بجسيمات شحمية مُعيَّنة أو هلاميات مائية أو غيرها، وبشكل عام يُفضَّل استخدام مصطلح التحرُّر المُتحكَّم به أكثر من التحرُّر المُستمر، في كثيرٍ من الأحيان يتمُّ التعامل مع هذه المصطلحات كمترادفات ولكنَّ إدارة الغذاء والدواء الأمريكية FDA حدَّدت في الواقع معظم هذه المصطلحات كمفاهيم مختلفة ، حتى أنَّ بعض المُتحدثين يستخدمون مصطلح depot tablet رغم أنَّه غير موجود في أي قواميس إنكليزية وهو عبارة عن ترجمة حرفية من اللغة السويدية وبعض اللغات الأوروبية الأخرى.
تهدف طريقة الجرعة المُعدَّلة التحرُّر بشكلٍ عام لتحقيق مستوى ثابت وبطيء من المادة الدوائية الفعالة في مجرى الدم من خلال آليات مُعينة تستخدم في الأقراص والكبسولات الدوائية، على سبيل المثال يمكن للمورفين المُصنَّع بهذه الطريقة أن يُعطى للمرضى الذين يعانون من آلام مزمنة على شكل حبة دوائية مرة أو مرتين فقط في اليوم، وسنلاحظ أنَّ الحبوب الفموية هي أشيع الآليات المُستخدمة لتحقيق طريقة التحرُّر المديد لأنَّها تحافظ على مستويات الدواء ضمن النافذة العلاجيَّة مع تجنُّب الارتفاعات الخطرة في تركيز الدواء وتزيد الكفاءة العلاجية، ومع ذلك يمكن استخدام طرق إعطاء أخرى مع نفس الفعالية تقريباً، كالحقن والمراهم والغرسات وأجهزة أخرى مختلفة.

## التاريخ
ترتبط أقدم الأدوية بطيئة التحرُّر ببراءة اختراع للإسرائيلي ليبووسكي عام 1938 الذي اخترع نوعاً من الحبيبات الدوائية ذات التحرُّر البطيء ، لاحقاً تطوَّر علم الأدوية مُعدَّلة التحرُّر في أواخر الأربعينات والخمسينات من القرن العشرين خصوصاً مع الأدوية المُضادة للفيروسات وبعض أنواع المُغذيات، وعادةً ما كان يتمُّ الاعتماد على ذوبان أو تحلُّل السواغ الدوائي الذي يحمل معه المادة الدوائية الفعَّالة كلُّ ذلك حصل بفضل تطوُّر تكنولوجيا التغليف والتصنيع الدوائي.

## الأساليب والطرق المُستخدمة
تعتمد أغلب طرق تصنيع الأدوية معدَّلة التحرُّر اليوم على وضع المادة الدوائية الفعالة ضمن تركيبة من المواد أو السواغات غير القابلة للذوبان الفوري بحيث يكون على الدواء أن يخرج من بين ثقوب هذه السواغات الأمر الذي يبطِّئ من تحرُّره بشكلٍ كبير، وأحياناً تعتمد بعض الطرق على مبدأ إذابة الدواء وهو ضمن التركيبة بحيث يتضخم المزيج المكون من المادة الفعالة والسواغ بشكل تدريجي لتشكيل هلام ممَّا يسمح للدواء بالخروج من خلال السطح الخارجي للهلام بشكل بطيء.
من التقنيات الحديثة أيضاً طريقة «التغليف الصغير» من خلال طلاء عنصر صيدلاني نشط حول نواة خاملة ووضعه ضمن تركيبة غير قابلة للذوبان لتشكيل حيِّز أو مجال صغير للحصول على معدَّل ذوبان أكثر تناسقاً وانضباطاً بحيث يمكن استخدام هذه الطريقة لمزج مكونات دوائية أخرى سريعة التحرُّر في أي كبسولة من الجيلاتين.
عموماً هناك بعض الاعتبارات الخاصة لتشكيل تركيبة دوائية مُعدَّلة التحرُّر:
- إذا كانت الفعالية الدوائية للمركب الدوائي غير مرتبطة بمستوياته في الدم فإنَّ استخدام تقنية التحرُّر المُعدل ليس لها إلا هدف واحد هو الحد من الآثار الجانبية المحتملة للدواء.
- إذا كان امتصاص المركب الدوائي الفعال يعتمد على نقل نشط فإنَّ تطوير طريقة للتحرُّر المُعدل قد يكون صعباً وغير قابلاً للتحقُّق
- يشير مصطلح نصف عمر الدواء إلى الزمن اللازم للتخلُّص من الدواء من مجرى الدم عن طريق الاستقلاب أو الإطراح البولي وطرق الإطراح الأخرى، فإذا كان للمركب الدوائي الفعال نصف عمر طويل (أكثر من 6 ساعات) فإنَّ وجوده في مجرى الدم سيستمر لفترة طويلة من تلقاء نفسه، أمَّا إذا كان نصف العمر قصيراً فإنَّ ذلك سيتطلب كميَّة كبيرة من المادة الدوائية الفعالة للحفاظ على الجرعة المطلوبة، وفي هذا الحالة يجب أن يكون للدواء نافذة علاجية واسعة لتجنُّب السميَّة الدوائية، وإذا لم يتحقق ذلك فلا مبرِّر للمخاطرة وستتمُّ التوصية بطريقة أخرى لإعطاء الدواء، وعادةً ما تكون الأعمار النصفيَّة المناسبة للاستخدام في طرق التحرُّر المديد تتراوح بين 3 – 4 ساعات.[4][5]
- يعتبر المؤشر العلاجي أيضاً من العوامل الهامة التي تُحدِّد فيما إذا كان الدواء يمكن استخدامه بطريقة التحرُّر المديد أما لا [6]، لأنَّ الهدف العام هو البقاء ضمن النطاق العلاجي ما دامت الحاجة تدعو لذلك .[3]

وانطلاقاً من الاعتبارات السابقة سنلاحظ وجود العديد من الطرق المختلفة التي يمكن استخدامها للحصول على تحرُّر مديد للأدوية وأهمها:

### أنظمة الانتشار
يعتمد معدَّل الانتشار عبر نظام معيَّن على الوقت الذي يعبر فيه الدواء حاجزاً معيَّناً والذي يتكوَّن عادةً من «البوليمرات»، ويمكن تقسيم أنظمة الانتشار إلى فئتين فرعيَّتين هما: أجهزة التخزين وأجهزة التركيبة، حيث تقوم أجهزة التخزين بتغليف المادة الدوائية الفعالة بالبوليمرات غير القابلة للذوبان من أجل أن تكون لأجهزة التخزين هذه تأثيرات تحرير مستمرة للدواء عبرها، ويمكن التحكم في معدَّل تحرر الدواء من خلال تغيير البوليمرات ومع ذلك ستبقى الأدوية ذات الوزن الجزيئي الكبير بطيئة التحرر والانتشار عبر هذه الأغشية حتى بعد تعديلها، أما التركيبة فهي عبارة عن مصفوفة يتم من خلالها خلط العقار الدوائي بعوامل التبلور بطرق معينة بحيث يكون معدل انحلال الدواء داخل التركيبة أعلى من معدل طرحه إلى خارجها.

### أنظمة الحل
يجب أن تُوفر أنظمة الحل ذوباناً بطيئاً للأدوية من أجل تحقيق تحرير مستمر لها ويتمُّ ذلك من خلال أملاح أو مُشتقات كيميائية معينة أو تغليف الدواء بمواد قابلة للذوبان، وتستخدم المركبات ذات درجات الذوبان العالي في الماء لهذا الغرض.

### راتنجات التبادل الأيوني
في طريقة التبادل الأيوني تكون الراتنجات عبارة عن بوليمرات غير قابلة للذوبان وتحتوي على مجموعات قابلة للتأيُّن تشكل سلسلة من البوليمرات، يتمُّ إرفاق الدواء بالراتنج ويحدث تحرير الدواء عند تفاعل الأيونات ومجوعات التبادل الأيوني، ويحدِّد عدد البوليمرات معدَّل إطلاق الدواء وتأثيره.

### الأنظمة العائمة
النظام العائم هو النظام الذي يطفو فيه الدواء فوق سوائل المعدة بسبب كثافته المنخفضة، تبلغ كثافة سائل المعدة 1غ/مل وبالتالي يجب أن يكون الدواء المستخدم ذو كثافة أقل، وعندما يطفو الدواء في الجزء العلوي من المعدة فإنَّ ذلك سيسمح بمعدَّل تحرُّر بطيء ومستمر دون القلق من زيادة الإفراز، وبالطبع فإنَّ هذه الطريقة تتطلَّب وجود كمية كافية من سوائل المعدة بالإضافة لوجود الطعام فيها، وتعتمد العديد من أنواع الأدوية على هذه الطريقة كالكبسولات والأقراص وبعض المساحيق.

### الأنظمة البيولوجية اللاصقة
تهدف هذه الأنظمة للالتصاق بالمخاط المغطي للنسيج الظهاري من خلال إضافة مكونات لاصقة للعقار الدوائي أو حتى مادة مغناطيسية يتم التحكم بها من خارج الجسم.